# آبجوسازی بل
شرکت سهامی آبجوسازی بل شرکت آبجوسازی آمریکایی است که در  کامستاک و کالامزو، میشیگان فعالیت دارد. این کارخانه به عنوان یک فروشگاه آبجوسازی خانگی در سال ۱۹۸۳ شروع به کار کرد و از سال ۱۹۸۵ به تولید آبجو پرداخت، این کارخانه قدیمی‌ترین کارخانه آبجوسازی صنعتی موجود در میشیگان و قدیمی‌ترین آبجوسازی صنعتی در شرق کلرادو است. در سال ۲۰۲۱ آبجوسازی بل بزرگ‌ترین کارخانه آبجوسازی مستقل در میشیگان بود که بنیانگذار آن لری بل، شرکت را به شرکت آبجوسازی لیتل ورد که یک شرکت تابعه استرالیایی از گروه نوشیدنی کیرین ژاپن است، فروخت. در پایان سال 2021. این شرکت همچنین مالک آبجوسازی آپر هَند، یک بخش جداگانه در اسکانابا، میشیگان است.